# A Forest
«A Forest» (рус. Лес) — песня британской рок-группы The Cure. Спродюсированная Майклом Хеджесом и фронтменом Робертом Смитом, композиция была выпущена в качестве единственного сингла со студийного альбома Seventeen Seconds 26 марта 1980 года. Видеоклип к песне был впервые показан в программе BBC Top of the Pops 24 апреля 1980 года.
Записанная и сведённая в течение семи дней вместе с остальными песнями из альбома, «A Forest» демонстрирует звучание готического периода The Cure в начале 1980-х годов. Композиция присутствует в большинстве сет-листов группы. Несколько версий появлялись на концертных альбомах коллектива; перезаписанная ремикc-версия трека была выпущена в 1990 году в качестве сингла с альбома Mixed Up. Большинство изданий считают «A Forest» одной из величайших песен The Cure.

## Предыстория и запись
Майк Хеджес наряду с лидером музыкального коллектива Робертом Смитом выступили продюсерами как альбома Seventeen Seconds, так и сингла «A Forest». Ранее Хеджес уже имел опыт работы с The Cure над треком «Killing an Arab». В интервью в 2004 году он не смог вспомнить каких-либо предварительных демо-записей для Seventeen Seconds; с его слов группа обычно играла трек в студии, прежде чем записать минусовку, к которой затем добавлялись наложения. На момент записи альбома к составу группы добавились бас-гитарист Саймон Гэллап и клавишник Мэтью Хартли. Гэллап заменил Майкла Демпси, который ушёл, чтобы присоединиться к The Associates. Гэллап и Хартли присоединились к оставшимся участникам The Cure, вокалисту и гитаристу Смиту и ударнику Лолу Толхерсту в конце 1979 года во время тура Future Pastimes, в котором «A Forest» была одной из новых песен, добавленных в их сет-лист.
Из-за бюджетных ограничений, Seventeen Seconds был записан и сведён за семь дней с бюджетом от 2000£ до 3000£, поэтому группа работала по 16—17 часов в день. Хеджес и Роберт Смит знали, что для завершения «A Forest» потребуется больше работы, чем для других песен альбома, и потребуется больше наложений. Песня была записана одним из последних треков; сначала были записаны минусовки, затем были доработаны отдельные партии, а затем вокал Смита. В период записи владелец Fiction Records Крис Пэрри говорил Смиту, что песня может стать хитом, если они сделают её звучание более доступным, подходящим для радио, но Смит отказался, заявив, что то как трек звучал, было именно тем звуком, который он представлял себе в своём воображении. Работа над сведе́нием «A Forest» заняла бо́льшую часть последнего дня записи альбома.

## Характеристика
Песня «A Forest» выполнена в характерном для группы The Cure в конце 1970-х и начале 1980-х готическом стиле. Композиция исполнена в тональности ля минор. Начинается с синтезаторного вступления, к которому постепенно добавляются гитарное соло, ударные, бас и дополнительная партия гитары.
Изначально Роберт Смит говорил, что лирика песни «A Forest» была вдохновлена одним из его детских снов, где он погиб в лесу, однако позже он отрицал эту версию, заявляя, что «это всего лишь про лес». Биограф Джефф Аптер отзывался о композиции, как о центральном номере альбома Seventeen Seconds, а также охарактеризовал её как поворотную запись в творчестве The Cure.